# Chrysoperla volcanicola
Chrysoperla volcanicola is een insect uit de familie van de gaasvliegen (Chrysopidae), die tot de orde netvleugeligen (Neuroptera) behoort. 
Chrysoperla volcanicola is voor het eerst wetenschappelijk beschreven door Hölzel et al. in 1999.